# Olympic Sports Park Swim Stadium

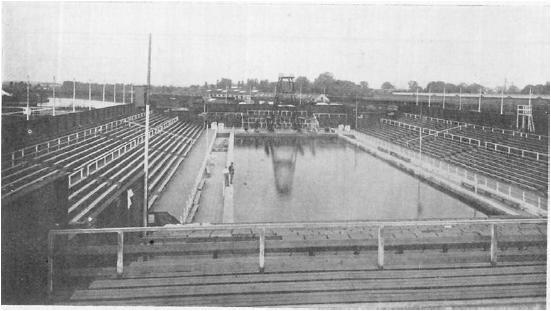
Olimpijski Basen pływacki

Olympic Sports Park Swim Stadium - basen olimpijski zbudowany z okazji letnich igrzysk olimpijskich 1928 w Amsterdamie. Rozgrywane były na nim konkurencje: pływanie, skoki do wody, piłka wodna oraz część pływacka pięcioboju nowoczesnego.
Ze względu na tymczasowy charakter, basen został zdemontowany w 1929 roku.